# 1771 у літературі

## Книги
- «Подорож Гамфрі Клінкера» (англ. «The Expedition of Humphry Clinker») — крутійський роман Тобаяса Смоллетта.
- «Людина почуттів» (англ. «The Man of Feeling») — роман шотландського письменника Генрі Маккензі.

### П'єси
- «Дмитрій Самозванець» — трагедія Олександра Сумарокова.

## Народились
- 15 серпня — Вальтер Скотт, шотландський письменник, поет.

## Померли
- 26 грудня — Гельвецій, французький літератор і філософ.